# Cefalosporiner

Grundstruktur cefalosporiner

Cefalosporiner är en grupp av antibiotika och ingår i den större gruppen betalaktamantibiotika. Cefalosporiner isolerades år 1945 ur svampen Cephalosporium acremonium. Den gemensamma kemiska grundstrukturen i cefalosporiner är 7-aminocefalosporansyra (förkortat 7-ACA) som i sin tur består av en β-laktamring i likhet med all betalaktamantibiotika.
Cefalosporiner delas in i grupper baserade på deras aktivitet där de kan vara olika effektiva på gramnegativa och grampositiva bakterier. Första generationen cefalosporiner tenderar att vara bredspektrumantibiotika som är effektiva mot grampositiva och många gramnegativa bakterier, däribland stafylokocker, streptokocker och även många E. coli bakterier.
Andra- och tredjegenerationens cefalosporiner är effektiva mot de gramnegativa bakteriestammarna som är resistenta mot första generationens cefalosporiner. Andragenerationens cefalosporiner har visat sig effektiva mot bland annat gonorré.

## Exempel på cefalosporiner
- Cefadroxil
- Ceftibuten
- Cefixim
- Cefotaxim
- Ceftriaxon
- Ceftazidim
- Cefalexin